# ناعومي ويلكينسون
ناعومي ويلكينسون (بالإنجليزية: Naomi Wilkinson)‏ هي مقدمة تلفزيونية بريطانية، ولدت في 30 يونيو 1974 في برستل في المملكة المتحدة.

## وصلات خارجية
- نعومي ويلكينسون على موقع IMDb (الإنجليزية)
- نعومي ويلكينسون على موقع ميوزك برينز (الإنجليزية)